# Л.П. Санта Марија ди Сала (Венеција)
Л.П. Санта Марија ди Сала (итал. L.P. Santa Maria di Sala) је насеље у Италији у округу Венеција, региону Венето.
Према процени из 2011. у насељу је живело 216 становника. Насеље се налази на надморској висини од 8 м.